# Geografia della Mongolia

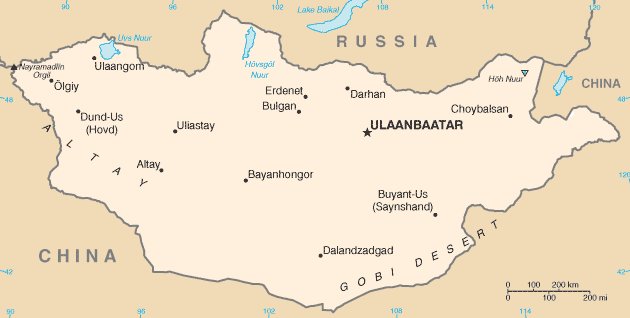
Mappa della Mongolia.

La Mongolia, nota anche (storicamente) come Mongolia Esterna, è un paese situato nell'Asia centro-settentrionale. Di forma approssimativamente ovale, misura 2392 km da ovest ad est e, nel suo punto massimo, 1259 km da nord a sud. La superficie della Mongolia è grossomodo equivalente a quella dei paesi dell'Europa occidentale e centrale, ed è situata ad una latitudine simile. La capitale nazionale, Ulan Bator (in mongolo Улаанбаатар, Ulaanbaatar), è situata nella parte centro-settentrionale del paese.

## Morfologia
La Mongolia può essere suddivisa in tre zone topografiche principali: le catene montuose che dominano le regioni settentrionali e occidentali, i bacini situati tra esse e attorno ad esse, e la vastissima fascia di altopiani situata attraverso i settori meridionali e orientali. L'intero paese è soggetto a movimenti sismici, e alcuni terremoti sono particolarmente violenti. I danni provocati, tuttavia, sono limitati, data la bassa densità di popolazione.

### Le montagne

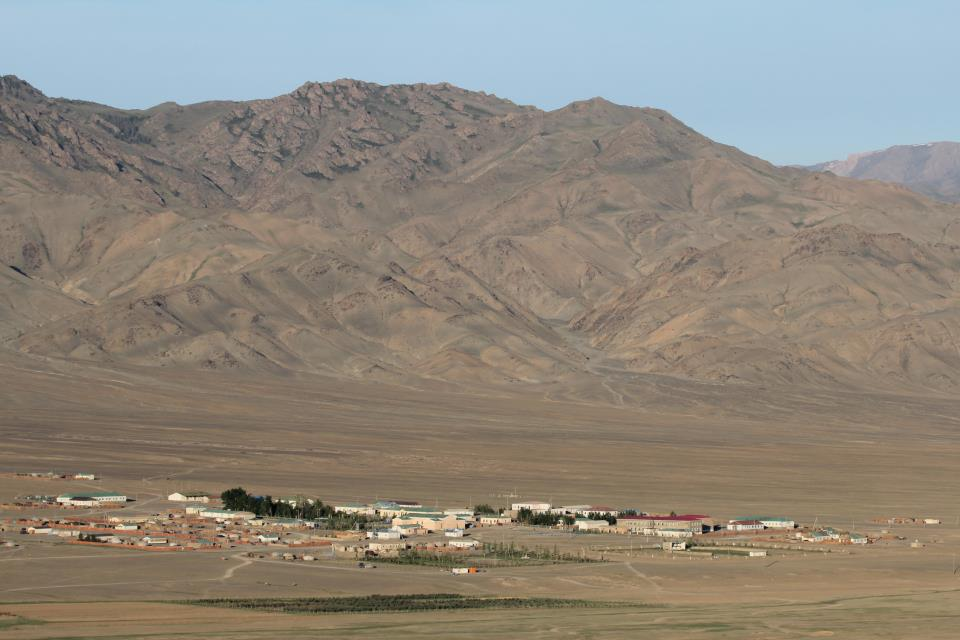
Gli Altai del Gobi.

In Mongolia vi sono tre catene montuose principali: i monti dell’Altai della Mongolia, i monti Khangai (Khangain [o Hangayn] Nuruu) e i monti Khentii (Khentiin [o Hentiyn] Nuruu). Gli Altai della Mongolia, nell'ovest e nel sud-ovest, costituiscono la più elevata e la più lunga di queste catene. Diramandosi verso sud-est dalla catena principale degli Altai in prossimità del confine nord-occidentale con la Russia, gli Altai della Mongolia si allungano in direzione sud-est per circa 400 km lungo il confine cinese prima di piegare leggermente a est per altri 725 km nella Mongolia sud-occidentale. La catena - l'unica del paese che ospiti attualmente dei ghiacciai - raggiunge i 4374 m di quota con il Picco Khüiten (Nayramadlyn Orgil) presso l'estremità occidentale del paese, la vetta più alta della Mongolia. Situati più a est degli Altai della Mongolia vi sono gli Altai del Gobi (Govi Altain Nuruu), una catena minore costituita da colline prive di vegetazione che si perdono nelle distese del Gobi.
I monti Khangai, anch'essi con andamento da nord-ovest a sud-est, formano una solida massa montuosa nei pressi del centro del paese. Vari picchi di questa catena raggiungono un'altitudine di circa 3700 m, e l'Otgontenger, il più elevato, si innalza fino a 4025 m nel suo settore nord-occidentale. Caratteristiche dei Khangai sono le dolci pendici ricoperte da buoni pascoli. A nord, i monti Sayan Orientali della Siberia corrono lungo il confine con la Russia.
L'allineamento della terza catena montuosa, quella dei Khentii della Mongolia nord-orientale, va da sud-ovest a nord-est, e prosegue fino in Siberia. Loro vetta più elevata è l'Asraltkhairkhan, che raggiunge i 2800 m, ma, in linea di massima, le cime più elevate misurano circa 2130 m. Ulaanbaatar giace al margine sud-occidentale della catena. I monti Da Hinggan (Grande Khingan) si innalzano lungo e oltre la frontiera orientale con la Cina.

### I bacini intermontani settentrionali

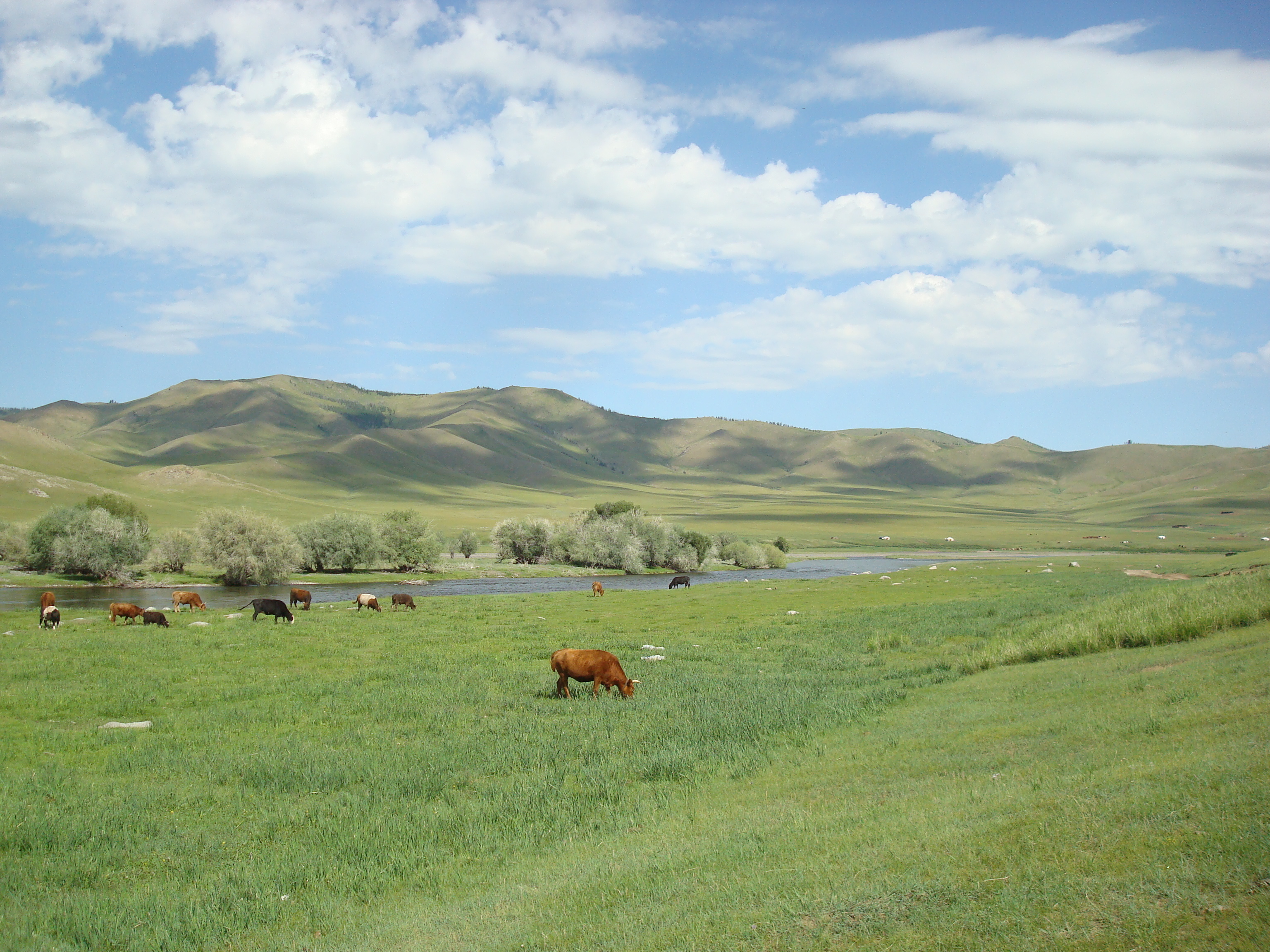
La valle dell’Orkhon.

Attorno e tra le catene principali si estende un'importante serie di bacini. La regione dei Grandi Laghi, con più di 300 laghi, giace tra gli Altai della Mongolia, i Khangai e i monti lungo il confine con la Siberia. Un altro bacino giace tra le pendici orientali dei monti Khangai e le colline pedemontane occidentali dei Khentii. La sua parte meridionale - i bacini dei fiumi Tuul e Orkhon (Orhon) - è una fertile regione importante nella storia dei Mongoli, essendo la culla in cui si è sviluppato il loro stile di vita.
La rimarchevole regione di Khorgo, sui fianchi settentrionali dei monti Khangai, ospita una dozzina di vulcani estinti e numerosi laghi vulcanici. Fiumi rapidi e turbolenti hanno intagliato gole frastagliate. Il corso principale del fiume Orkhon è situato in un'altra regione vulcanica, con profonde bocche vulcaniche e sorgenti termali. In prossimità del confine settentrionale, il lago Khövsgöl (Hövsgöl) è il centro di un'altra regione impervia, nota per le sue distese paludose.

### La cintura di altopiani e deserti

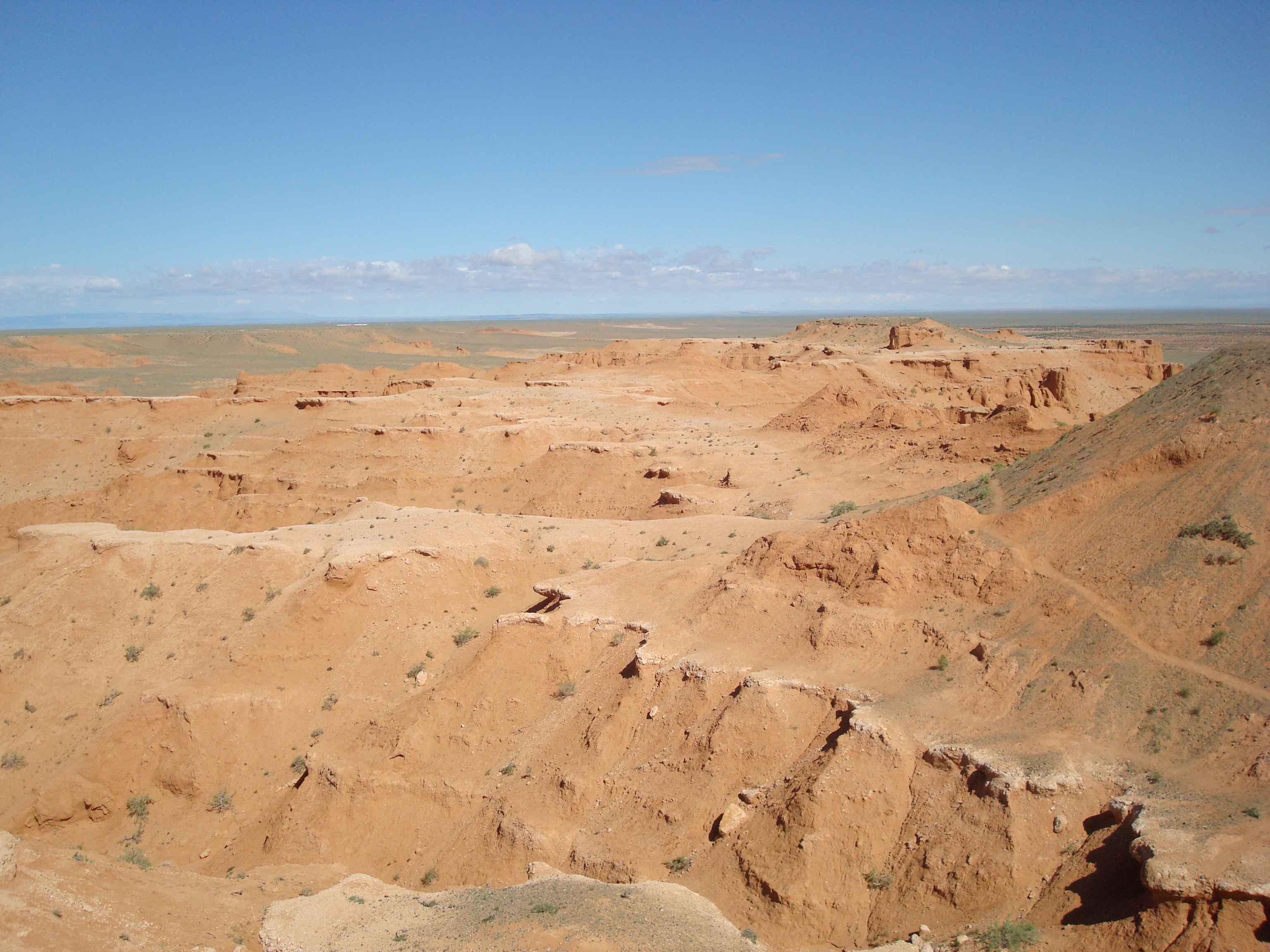
La regione di Bayanzag.

Il paesaggio della parte orientale della Mongolia è costituito da una distesa ondulata ricoperta di steppa. Qua e là, piccoli e tozzi massicci contengono i coni chiaramente distinguibili di vulcani estinti. La regione di Dariganga, nell'estremità orientale della Mongolia, contiene circa 220 di questi vulcani estinti. La maggior parte della porzione meridionale del paese è una vasta distesa pianeggiante, con sporadiche oasi, che forma il margine settentrionale del Gobi Orientale (o della Mongolia). Il rilievo appiattito è occasionalmente interrotto da basse catene di monti pesantemente colpite dall'erosione. Nella regione del Gobi sono presenti alcune spettacolari formazioni naturali. Enormi colonne di basalto esagonali, disposte in grappoli simili a fasci di matite, si trovano nelle regioni orientali e centrali. Nel Gobi meridionale si trova una catena montuosa, il Gurvan Saikhan (le «Tre Bellezze»), divenuta celebre per i ritrovamenti di fossili di dinosauro a Bayanzag e Nemegt. Inoltre, sempre in questa catena si trova la pittoresca Yolyn Am (Valle del Gipeto) - oggi un parco nazionale, con una profonda gola contenente un piccolo ghiacciaio perenne -, circondata da falesie di roccia torreggianti dove nidificano i gipeti (avvoltoi barbuti).

## Idrografia

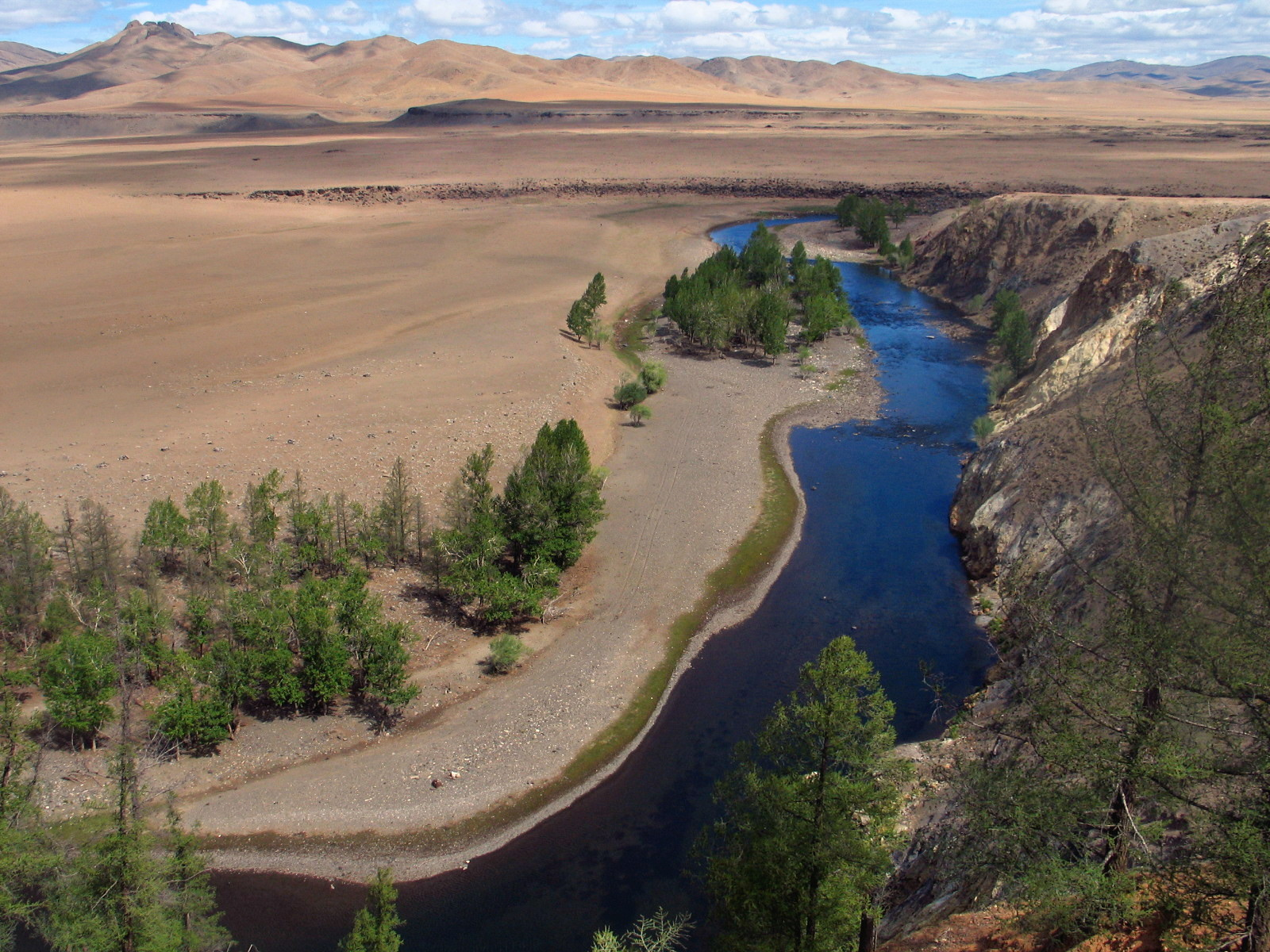
Il fiume Orkhon.

La Mongolia è situata su uno spartiacque continentale: i fiumi della parte settentrionale scorrono a nord verso il mar Glaciale Artico, mentre quelli della parte nord-orientale scorrono a est verso il Pacifico. I due terzi occidentale e meridionale del paese consistono di bacini idrografici interni, in cui torrenti stagionali o intermittenti sfociano in laghi salati o scompaiono tra le pietraie e le sabbie del deserto. Nelle regioni settentrionali, ruscelli e torrenti di montagna confluiscono in profondi fiumi ben sviluppati. Nelle aree meridionali - dove i fiumi che scorrono perennemente sono pochissimi -, laghi, sorgenti, sia di acqua salata che dolce, e pozzi attingono a riserve idriche sotterranee. La linea spartiacque che separa i fiumi che scorrono verso gli oceani da quelli che terminano in bacini interni corre lungo il crinale dei monti Khangai.
Il panorama idrologico della Mongolia settentrionale è dominato da due sistemi fluviali: l'Orkhon e il Selenge (in russo Selenga). L'Orkhon, lungo circa 1130 km, è il fiume più lungo della Mongolia e giace interamente entro i confini del paese. Scorre generalmente verso nord, congiungendosi al Selenge poco prima del confine russo. Il Selenge drena la Mongolia nord-occidentale e centrale prima di dirigersi verso nord fino a entrare in Russia e, alla fine, nel lago Baikal. Il terzo fiume più lungo della Mongolia, il Kherlen (Kerulen), si dirige a sud, dalla sua sorgente sui monti Khentii, prima di svoltare verso est attraverso la Mongolia orientale e sfociare nel lago Hulun (in mongolo Dalai Nuur) nella parte nord-orientale della regione autonoma cinese della Mongolia Interna. I fiumi più importanti che drenano la regione dei Grandi Laghi nell'interno della Mongolia sono il Khovd (Hovd), che nasce dai ghiacciai degli Altai della Mongolia, e lo Zavkhan (Dzavhan), che sgorga dalle pendici meridionali dei monti Khangai. Altri fiumi a est dello Zavkhan terminano in laghi salati o scompaiono nel Gobi. Generalmente, i fiumi mongoli sono corsi d'acqua rapidi con una pendenza ripida o corsi d'acqua lenti e tortuosi soggetti a inondazioni estive. Per questo motivo, data anche l'imprevedibilità delle precipitazioni, risulta difficile sfruttare il potenziale idroelettrico del paese.

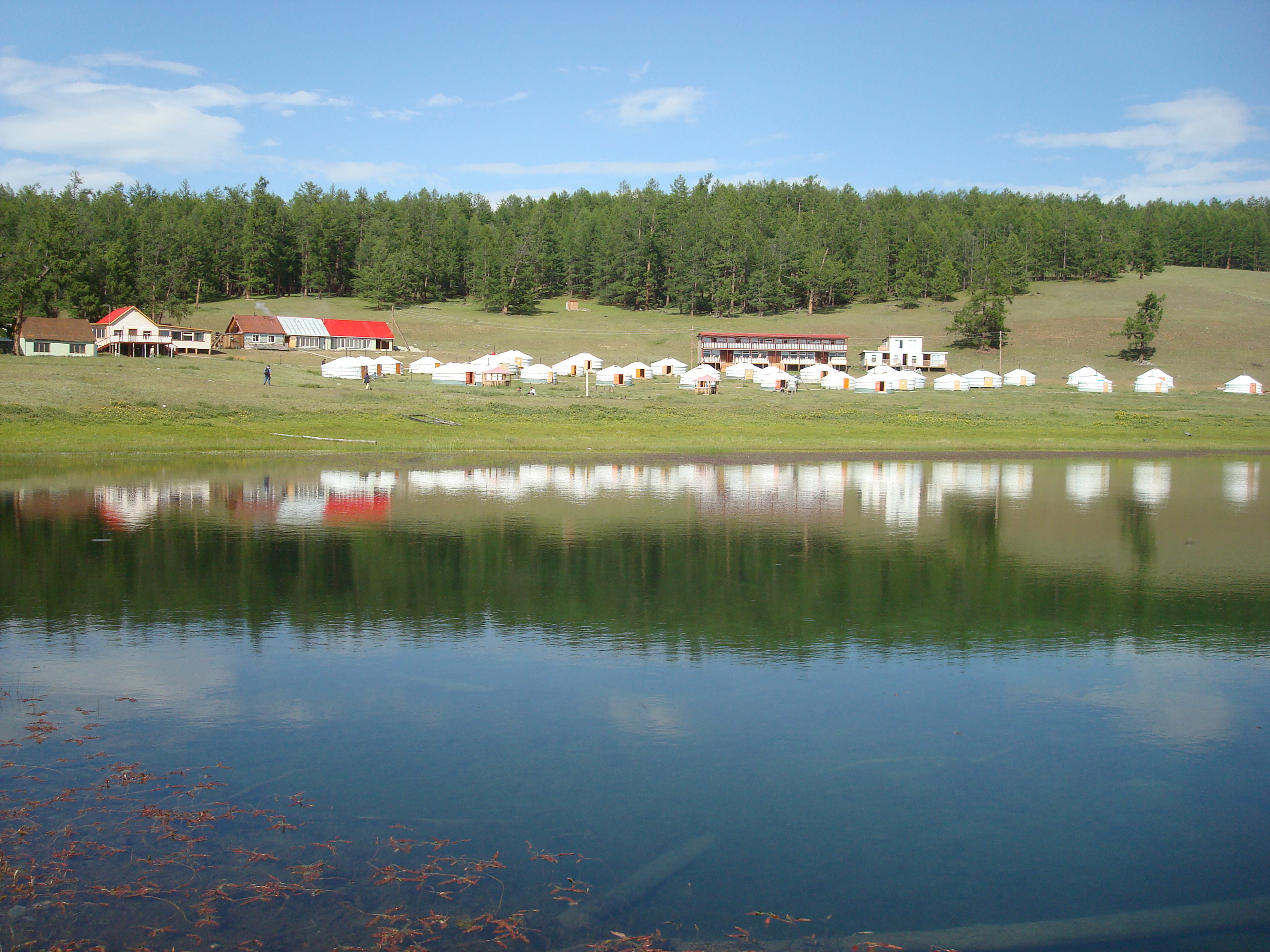
Il lago Khövsgöl.

Molti dei laghi della Mongolia sono salati e temporanei, hanno una superficie estremamente variabile e sono privi di emissari. Lo specchio d'acqua più grande e profondo, il lago Khövsgöl, nel nord, occupa una depressione strutturale. Il suo unico emissario, il fiume Eg (Egiin Gol), si congiunge al Selenge. Tra gli altri grandi laghi - tutti situati nell'ovest del paese - figurano il lago Uvs, dalle acque salate, che ricopre una superficie di 3350 km², e il lago Khar Us (Har Us), dalle acque dolci, che drena le sue acque nel lago Khyargas (Hyargas), salato. Il lago Khökh (Höh), nell'estremità nord-orientale della Mongolia, situato a 560 m di quota, è il punto meno elevato del paese.

## Clima e suoli
Situata ad alte latitudini (tra 41 e 52° N) e quote elevate (l'altitudine media è di circa 1580 m), la Mongolia è lontana dalle influenze mitigatrici dell'oceano - il punto più vicino al mare è situato a circa 700 km di distanza a ovest del Bo Hai (golfo di Chihli). Di conseguenza, il clima è spiccatamente continentale con inverni molto freddi (dominati dagli anticicloni centrati sopra la Siberia), estati da calde a roventi, grandi escursioni termiche annuali e diurne, e precipitazioni generalmente scarse. L'escursione termica tra le temperature medie di gennaio e luglio può raggiungere i 44 °C, mentre quella giornaliera può essere anche di 30 °C. Generalmente le temperature medie nel nord sono più fredde di quelle nel sud: le medie di gennaio e luglio nella regione di Ulaanbaatar sono di -22 °C e 17 °C, rispettivamente, mentre i valori corrispondenti nella regione del Gobi sono di -15 °C e 21 °C.
Le precipitazioni aumentano con l'altitudine e la latitudine, e le medie annuali vanno da meno di 100 mm nelle pianeggianti aree desertiche del sud e dell'ovest a circa 350 mm sulle montagne settentrionali; Ulaanbaatar riceve ogni anno circa 250 mm di pioggia. Le precipitazioni, che cadono di norma sotto forma di temporali durante i mesi estivi, sono estremamente variabili sia per quantità che per tempistica, e oscillano notevolmente da un anno all'altro.
Un aspetto degno di nota del clima della Mongolia è il numero delle giornate limpide e soleggiate, in media tra 220 e 260 ogni anno, ma il tempo può anche essere severo e imprevedibile. Tempeste di sabbia o grandinate possono manifestarsi quasi all'improvviso. Forti nevicate si verificano soprattutto nelle regioni montuose, ma violente tempeste di neve possono imperversare anche attraverso le steppe. Perfino un sottile strato di ghiaccio o neve ghiacciata può impedire agli animali di raggiungere l'erba di cui si nutrono.
I suoli sono prevalentemente di tipo castano o marrone, ma con notevole salinizzazione nelle aree desertiche e semidesertiche. Il Gobi è un tipico deserto dal basamento roccioso, con vaste aree ricoperte di ghiaia e sporadiche dune di sabbia.

## Flora e fauna

### Flora

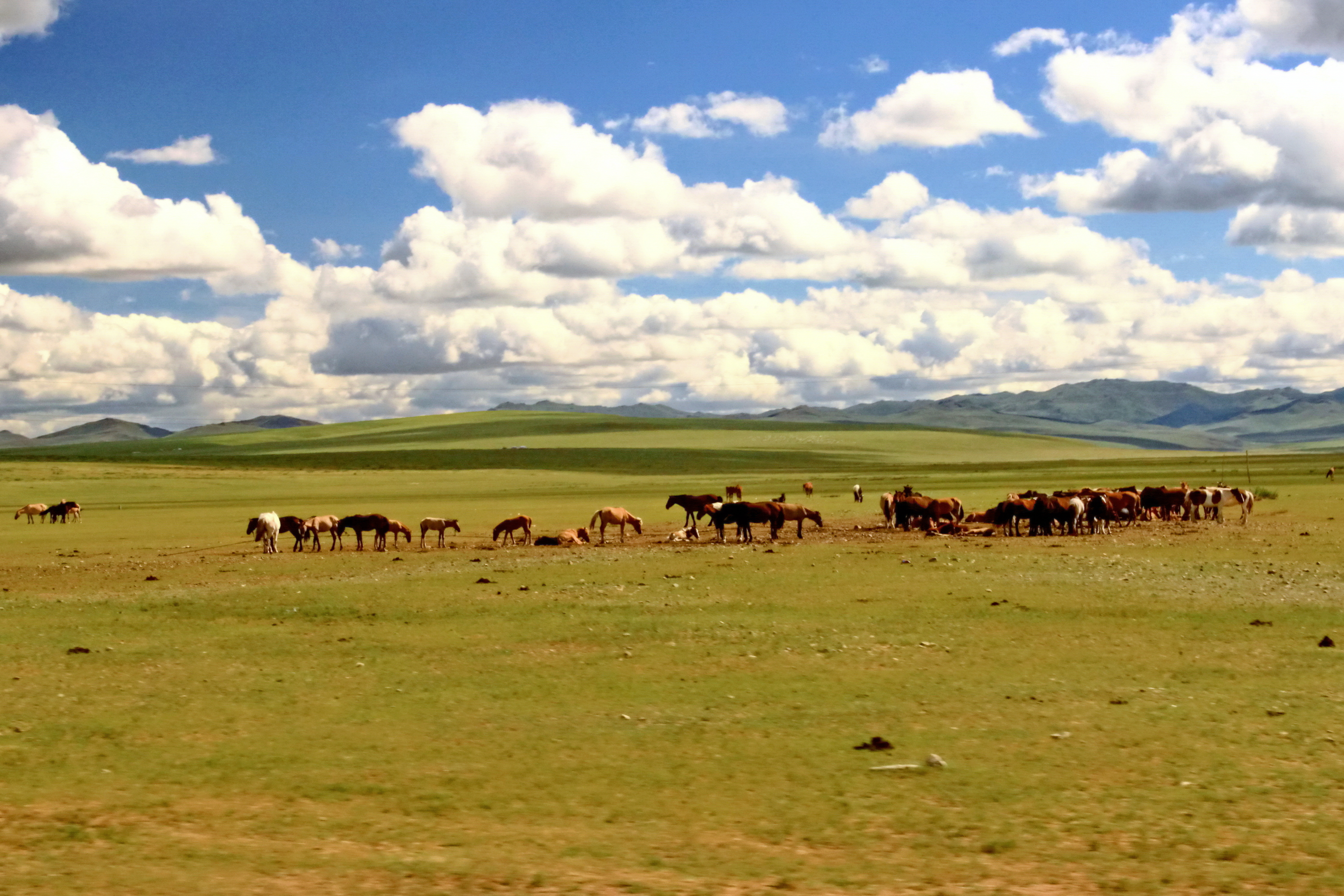
La steppa della Mongolia.

In Mongolia vi sono quattro principali fasce di vegetazione. Queste variano in latitudine da nord a sud e in altitudine dalle montagne ai bacini e alle pianure: foresta-steppa, steppa, semideserto e deserto. Inoltre, sulle montagne più alte si trovano fasce di foresta di conifere (taiga) e, a quote ancora superiori, una zona alpina. Le steppe (distese erbose) sono l'habitat predominante, e ricoprono oltre i tre quarti del territorio nazionale.
Le foreste-steppa di montagna ospitano la più ricca diversità di specie vegetali e animali. Le foreste crescono più fitte sulle pendici rivolte a nord, e gli alberi più ampiamente rappresentati sono i larici siberiani, seguiti dai cedri siberiani e da una quantità variabile di pecci, pini e abeti. Tra gli alberi decidui figurano betulle, pioppi tremuli e pioppi. La steppa è presente nei bacini intermontani, nelle ampie vallate fluviali e sulle pendici dei monti rivolte a sud. Queste vaste distese di pascoli sono ricoperte da stipa, gramigna, artemisia e molte specie di piante da foraggio. In estate le steppe sono tappezzate da fiori di campo dai colori brillanti. Sulle pendici delle montagne più elevate la taiga lascia spazio alle rade erbe e agli sporadici fiori della zona alpina, che sfuma nelle rocce spoglie e negli impervi ghiacciai della zona sommitale.
I semideserti sono presenti nella depressione intermontana dei Grandi Laghi a ovest e attraverso il Gobi a sud, lasciando il posto a sporadiche aree di deserto vero e proprio. Lì la vegetazione è scarsa, ma sufficiente ad alimentare cammelli, capre e pecore. Tratti di saxaul (vegetazione xerofitica [resistente alla siccità]) forniscono legna da ardere. Boschetti di olmi e pioppi si raggruppano attorno alle sorgenti o ad altre fonti di acqua sotterranea. Cinture verdi di alberi sono state piantate nelle aree urbane e agricole minacciate dalla desertificazione, sempre più invadente. Le tempeste di polvere sono comuni nelle aree in cui l'attività umana ha interrotto la superficie della steppa.

### Fauna

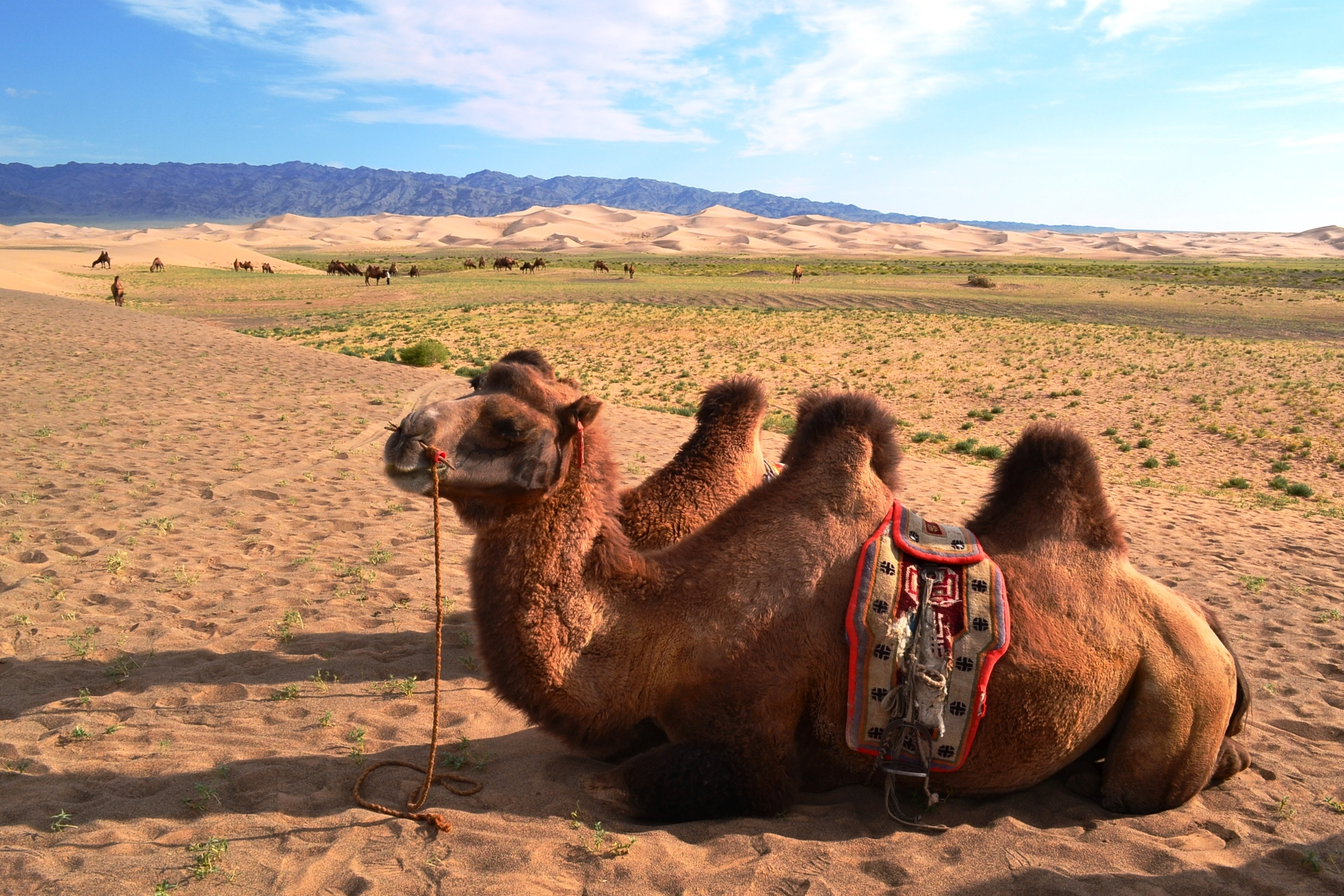
Cammelli nel Gobi.

Le varie condizioni naturali, la posizione interna e la scarsa popolazione umana della Mongolia hanno contribuito allo svilupparsi di una fauna ricca e diversificata, che ha attirato l'attenzione internazionale e costituisce un'importante risorsa commerciale. Situato al confine di più regioni zoogeografiche distinte (la tibetana, l'afghano-turkestana, la siberiana e la nord-cinese-mancese), il paese ha una fauna che accoglie specie da ciascuna di esse. Le foreste settentrionali ospitano linci, maral (una sottospecie di wapiti), caprioli, saighe e moschi, oltre ad orsi bruni, ghiottoni, cinghiali, scoiattoli e zibellini. Le steppe sono la dimora della marmotta - un tempo oggetto di una caccia spietata per la sua pelliccia, ma ora un po' più protetta da restrizioni venatorie - e della gazzella della Mongolia. Le montagne degli Altai della Mongolia sono il rifugio della pecora selvatica nota come argal e dei leopardi delle nevi. Raggruppati attorno alle pozze d'acqua delle regioni semidesertiche e desertiche si possono trovare kulan (asini selvatici asiatici; Equus hemionus kulan), cammelli selvatici (chiamati khavtgai in Mongolia) e orsi del Gobi (mazaalai), tutti quanti estremamente rari. Il cavallo di Przewalski selvatico, noto ai Mongoli come takhi, è stato reintrodotto nel paese a partire da mandrie europee e nordamericane dopo essere stato portato all'estinzione nel suo antico areale.
Tra gli animali domestici di importanza economica - che, nell'insieme, sono di gran lunga più numerosi della popolazione umana della Mongolia - vi sono pecore, cammelli, bovini (compresi gli yak), capre e cavalli. Tra l'avifauna figurano allodole, pernici, gru, fagiani, otarde e falchi nelle steppe; oche, anatre, gabbiani, pellicani, cigni e cormorani in fiumi e laghi; e civette delle nevi, aquile reali e gipeti, presenti in alcune aree. I fiumi e i laghi d'acqua dolce ospitano circa 70 specie di pesci, tra cui forme asiatiche di salmone, trota, temolo, persico e luccio. Caccia e pesca, sia per divertimento che per scopo commerciale, godono ancora di una certa importanza, ma il governo ha introdotto severe regolamentazioni sulla caccia e altre misure conservazioniste, compresa l'istituzione di parchi nazionali e riserve naturali.